# ان‌اس‌دی
ان‌اس‌دی (به انگلیسی: NSD) یک پیاده‌سازی آزاد از پروتکل سامانه نام دامنه است. این برنامه توسط NLnet Labs آمستردام و با همکاری RIPE NCC نوشته شده‌است. ان‌اس‌دی مبتنی بر نرم‌افزار دیگری نیست و از ابتدا نوشته شده‌است. در تاریخ مارس ۲۰۰۸، سه تا از دی‌ان‌اس سرورهای root در اینترنت، از این برنامه استفاده می‌کرده‌اند و تعدادی سرویس‌دهنده دیگر که مسئول دامنه‌های سطح بالا هستند هم از این برنامه استفاده می‌کنند. این برنامه از فایل‌های ناحیه‌ای به شیوه بایند استفاده می‌کند و می‌توان فایل‌های ناحیه‌ای بایند را بدون تغییر در این برنامه هم استفاده کرد.
مجموعه برنامه‌ها/فرایندهایی که NSD را تشکیل می‌دهند، به گونه‌ای نوشته شده‌اند که دیمن اصلی NSD به عنوان یک کاربر غیرممتاز اجرا می‌شود و می‌توان آن را به آسانی برای اجرا شدن در یک محیط chroot پیکربندی کرد و به این ترتیب، مشکلات امنیتی دیمن اصلی این برنامه، باعث نمی‌شود تا کل سیستم تحت تأثیر قرار گیرد.